# Adailton Martins
Adailton Martins de Oliveira Filho (Aracaju, 16 de julho de 1957) é um servidor público e político brasileiro. Em 2018, foi eleito deputado estadual de Sergipe pelo Partido Social Democrático (PSD) com 22 400 votos.